# Wairauit
Wairauit ist ein sehr seltenes Mineral aus der Mineralklasse der Elemente, genauer der Metalle und intermetallischen Verbindungen. Es kristallisiert im kubischen Kristallsystem mit der chemischen Zusammensetzung CoFe und bildet idiomorphe, kubische oder oktaedrische Körner bis zu 7 · 4 μm Größe. Das Mineral ist stark magnetisch.

## Etymologie und Geschichte
Wairauit wurde erstmals 1965 von G. A. Challis und J.V.P. Long in der Typlokalität, dem Tal des Wairau River auf der Südinsel Neuseelands gefunden. Es ist nach dieser auch benannt.

## Klassifikation
In der veralteten 8. Auflage der Mineralsystematik nach Strunz gehörte der Wairauit zur Mineralklasse der „Elemente“ und dort zur Abteilung „Metalle und intermetallische Legierungen (ohne Halbmetalle)“, wo er gemeinsam mit Eisen und Kamacit in der „Eisen-Reihe“ mit der Systemnummer I/A.04a steht.
In der zuletzt 2018 überarbeiteten Lapis-Systematik nach Stefan Weiß, die formal auf der alten Systematik von Karl Hugo Strunz in der 8. Auflage basiert, erhielt das Mineral die System- und Mineralnummer I/A.07-030. Dies entspricht der Klasse der „Elemente“ und dort der Abteilung „Metalle und intermetallische Verbindungen“, wo Wairauit zusammen mit Eisen, Mangan (N) und Vanadium eine unbenannte Gruppe mit der Systemnummer I/A.07 bildet.
Die von der International Mineralogical Association (IMA) zuletzt 2009 aktualisierte 9. Auflage der Strunz’schen Mineralsystematik ordnet den Wairauit in die Klasse der „Elemente“ und dort in die Abteilung „Metalle und intermetallische Verbindungen“ ein. Hier ist das Mineral in der Unterabteilung „Eisen-Chrom-Familie“ zu finden, wo es zusammen mit Chromferid und Ferchromid die „Wairauitgruppe“ mit der Systemnummer 1.AE.15 bildet.
In der vorwiegend im englischen Sprachraum gebräuchlichen Systematik der Minerale nach Dana hat Wairauit die System- und Mineralnummer 01.01.11.06. Das entspricht der Klasse der „Elemente“ und dort der Abteilung „Elemente“. Hier findet er sich innerhalb der Unterabteilung „Elemente: Metallische Elemente außer der Platingruppe“ in der „Eisen-Nickelgruppe“, in der auch Eisen, Kamacit, Taenit, Tetrataenit, Awaruit und Nickel eingeordnet sind.

## Bildung und Fundorte
Wairauit bildet sich während der Serpentinisierung unter reduzierenden, schwefelarmen Bedingungen in Lizardit. Es ist vergesellschaftet mit Chromit, Magnetit, Awaruit und Kupfer.
Neben der Typlokalität sind Funde aus den kanadischen Provinzen Northwest Territories und British Columbia, Ningqiang in der chinesischen Provinz Shaanxi, der Asbestmine Balangero bei Balangero in der Metropolitanstadt Turin (Italien), der Präfektur Ehime in Japan, Baschkortostan in Russland und dem US-Bundesstaat Oregon bekannt.

## Kristallstruktur
Wairauit kristallisiert im kubischen Kristallsystem mit dem Gitterparameter a = 2,86 Å sowie einer Formeleinheiten pro Elementarzelle. Die genaue Raumgruppe ist nicht bekannt.